# 钱敏坚
钱敏坚（1975年8月—），男，浙江杭州人，中华人民共和国外交官，曾任中华人民共和国驻黎巴嫩共和国特命全权大使，现任中华人民共和国驻瑞士联邦特命全权大使。

## 生平
1997年，进入中华人民共和国外交部工作，先后在驻黎巴嫩大使馆、外交部西亚北非司、外交部办公厅任职。2013年，任驻美国大使馆参赞。2015年，任外交部西亚北非司参赞，后升任副司长。2021年5月，出任中华人民共和国驻黎巴嫩大使。2025年6月，自驻黎巴嫩大使离任，出任中华人民共和国驻瑞士大使。

## 家庭
已婚。